# Estradiol 17b-dehidrogenaza
Estradiol 17-dehidrogenaza (EC 1.1.1.62, 20alfa-hidroksisteroidna dehidrogenaza, 17beta,20alfa-hidroksisteroidna dehidrogenaza, 17beta-estradiolna dehidrogenaza, estradiolna dehidrogenaza, estrogenska 17-oksidoreduktaza, 17beta-HSD, HSD17B7) je enzim sa sistematskim imenom 17beta-estradiol:NAD(P)+ 17-oksidoreduktaza. Ovaj enzim katalizuje sledeću hemijsku reakciju
17beta-estradiol + NAD(P)+ {\displaystyle \rightleftharpoons } estron + NAD(P)H + H+
Estradiolna 17b-dehidrogenaza oksiduje ili redukuje hidroksi/keto grupu na C17 estrogena i androgena kod sisara i reguliše biološku potentnost tih steroida. Sisarski enzim je dvofunkcionalan. On takođe funkcioniše kao EC 1.1.1.270, 3beta-hidroksisteroid 3-dehidrogenaza. Ovaj enzim deluje i na (S)-20-hidroksipregn-4-en-3-on i srodna jedinjenja, pri čemu oksiduje (S)-20-grupu, ali za razliku od EC 1.1.1.149, 20alfa-hidroksisteroidne dehidrogenaze, on je B-specifičan u pogledu NAD(P)+.

## Literatura
- Nicholas C. Price; Lewis Stevens (1999). Fundamentals of Enzymology: The Cell and Molecular Biology of Catalytic Proteins (Third изд.). USA: Oxford University Press. ISBN 019850229X.
- Eric J. Toone (2006). Advances in Enzymology and Related Areas of Molecular Biology, Protein Evolution (Volume 75 изд.). Wiley-Interscience. ISBN 0471205036.
- Branden C; Tooze J. Introduction to Protein Structure. New York, NY: Garland Publishing. ISBN 0-8153-2305-0.
- Irwin H. Segel. Enzyme Kinetics: Behavior and Analysis of Rapid Equilibrium and Steady-State Enzyme Systems (Book 44 изд.). Wiley Classics Library. ISBN 0471303097.

## Spoljašnje veze
- 17beta-estradiol+17-dehydrogenase на 